# سگ‌ماهی خاردار
سگ‌ماهی خاردار (نام علمی: Oxynotus bruniensis) نام یک گونه از تیره کوسه‌های خشن است.